# Veitshöchheim
Veitshöchheim – gmina w Niemczech, w kraju związkowym Bawaria, w rejencji Dolna Frankonia, w regionie Würzburg, w powiecie Würzburg. Leży około 6 km na północny zachód od centrum Würzburga, nad Menem, przy drodze B27 i linii kolejowej Frankfurt nad Menem/Fulda – Würzburg – Monachium.

## Zabytki i atrakcje
- synagoga
- Żydowskie Muzeum Kulturalne (Jüdisches Kulturmuseum Veitshöchheim)
- Hofgarten – rokokowy ogród, uważany za jeden z najpiękniejszych w Europie
- zamek Veitshöchheim
- Kościół parafialny pw. św. Wita (St. Veit)
- stacja kolejowa
- katolicki dom parafialny
- stare piwnice biskupstwa
- fontanna św. Marcina
- kaplica św. Marcina (St. Martin)

## Współpraca
Miejscowości partnerskie:
- Geithain, Saksonia (od 1990)
- Greve in Chianti, Włochy (od 1994)
- Pont-l’Évêque, Francja (od 1995)
- Rotava, Czechy (od 2006)